# Mirela Lavric
Elena Mirela Lavric ( 17. veljače 1971.), rumunjska atletičarka, natječe se u disciplini 800 metara.

## Vanjske poveznice
|  | Zajednički poslužitelj ima još gradiva o temi Mirela Lavric |